# Боярин (бронепалубен крайцер, 1901)
Боярин (на руски: Боярин) е бронепалубен крайцер от 2-ри ранг на руския императорски флот построен в началото на 20 век. Корабът загива в хода на Руско-японската война.

## Проектиране и построяване
Договорът за постройка на четвъртия бронепалубен крайцер 2-ри ранг по корабостроителната програма „За нуждите на Далечния Изток“ е сключен на 15 април 1899 г. в Санкт Петербург. Крайцерът, който получава името „Боярин“, е проектиран по образец на крайцера „Новик“ и има сходни с него задачи – разузнаване, куриерска служба и поддръжка на атаките на миноносците. Датският проект значително отстъпва на проекта на фирмата „Шихау“, която построява „Новик“, но е приет от Морския Технически комитет, на който Морското министерство на Руската империя и Морския министър адмирал Павел Петрович Тиртов нарежда да следват желанията на завода Бурмейстер ог Вайн. По мнение на някои историци, в работата на МТК се намесва вдовстващата Императрица Мария Фьодоровна, датска принцеса, която убеждава Николай II да поръча в Родината ѝ крайцер за Руския флот.
Главен недостатък на датския проект са недостатъчния боезапас на оръдията от главния и противоминния калибър, а също и отсъствието на: помещения за динамомашините, централен пост над бойната рубка, носов погреб за боезапаса на противоминната артилерия. Освен това, отрицателна страна на проекта е слабата надлъжна здравина на кораба. Отстраняването на тези недостатъци на стадия на проектирането повлича след себе си ръст на водоизместимостта – до 3075 тона вместо 2600 проектни и до намаляване на скоростта до 21 възела. И въпреки това, строежът на „Боярин“ струва на Русия с 65 хил. рубли повече от построяването на „Новик“.
Официалното залагане се състои на 24 септември 1900 г. Още преди това, в първите дни на септември, за наблюдаващ строежа на крайцера е назначен капитан 2 ранг В. И. Литвинов. На 26 май 1901 г. е спускането на „Боярин“ на вода, при това не се разминава без скандал: корабът е собственост на датската фирма и за това на него няма руски екипаж, което е против военния ритуал по издигане на флага.
След спуска на вода за командир на крайцера е назначен капитан 2 ранг Владимир Фьодорович Саричев, завърнал се от Китай след участие в потушаването на Боксерското въстание. Той наблюдава снабдяването на крайцера според щата и признава дължимото на пунктуалността и разпоредителността на датчаните.
През юни 1902 г. са заводските изпитания на крайцера, които показват неговото съответствие с проектното задание. В това време е отбелязана силна вибрация на корпуса при експлоатационната 14-възлова скорост.

## Довоенна служба
През август „Боярин“ започва своята първа кампания под Андреевския флаг, тогава на крайцера стъпва и руския екипаж. На 6 октомври 1902 г. крайцера под командването на капитана 2 ранг В. Ф. Саричев отплава за Кронщат, където пристига на 8 октомври. След две седмици е включен в отряда на адмирала Евалд Антонович Щакелберг, спешно изпращан в Далечния Изток за усилване на Първа Тихоокеанска ескадра. „Боярин“ има малък ремонт в Кронщат и настига отряда на 19 ноември при остров Портлент. Тук, след отплаването от пристанището, на кораба по неизвестни причини се застрелва старшия механик.
В Средиземно море руския отряд се разделя, поради повреди на някои от корабите. „Боярин“ получава заповед да се насочи в Персийския залив и да проведе там демонстрация на политическите интереси на Русия. Поради конфликта с английското правителство се изключва снабдяването с въглища от англичаните и договор за снабдяването на крайцера е подписан с френското правителство. Условие на французите става участие в похода на руския крайцер на френския кораб-стационар „Infernet“. След взаимни отстъпки на 30 януари 1903 г. двата крайцера започват обхода на Персийския залив. Тук „Боярин“ изпълнява дипломатическа мисия и демонстрира мощта на военноморските сили на Руската империя. На 15 март „Боярин“ отново се съединява с отряда на Щакелберг в Коломбо и продължава плаването си към Порт Артур.
На 13 май крайцера пуска котва в Порт Артур, и веднага се включва в маневрите на Първа Тихоокеанска ескадра, провеждани в Жълто море. На 4 юни 1903 г. крайцерът участва в прегледа на Морските сили на Русия на Тихия океан. От 1 юли „Боярин“ е изведен във въоръжения резерв. През август той отново се включва в кампанията, участва в няколко учения и прегледи на ескадрата. Наместникът Евгений Иванович Алексеев, в своя рапорт, много положително се изказва за качеството на строеж на „Боярин“, особено отбелязвайки неговата „изгодност по отношение разхода на въглища“.
През декември 1903 г. „Боярин“ във връзка с ескалиращата военно-политическа обстановка е изпратен в Чемулпо за носене там на стационарна служба. На 30 декември на рейда на корейското пристанище пристига и „Варяг“, и необходимостта от „Боярин“ отпада. По заповед на капитан 1 ранг В. Ф. Руднев крайцера се връща в Порт Артур.

## Руско-японска война
На 25.1.1904 г. (по стар стил), в навечерието на нападението на японците, „Боярин“ заедно с „Баян“ се връща от дежурство.
На 26.1.1904 г. стоящата на рейда на Порт Артур Първа Тихоокеанска ескадра е атакувана от японски миноносци. След попаденията в броненосците „Цесаревич“, „Ретвизан“ и крайцера „Палада“ адмирал Оскар Викторович Старк изпраща в преследване на японците крайцери, в числото на които е и „Боярин“. На разсъмване е забелязан миноносец, по който е открит огън. Миноносецът се оказва „Силни“, на който не знаят за началото на войната. От крайцера се извиняват за стрелбата и съобщават за започналите военни действия.
След 8 часа „Боярин“ се връща в Порт Артур, но по сигнал на командващия отново излиза в морето при появата на хоризонта на неприятелските крайцери. След оттеглянето им „Боярин“ маневрира на външния рейд в очакване на следващи заповеди, които не закъсняват: крайцера е изпратен на разузнаване. След като открива шест броненосеца и девет крайцера на противника, „Боярин“ от разстояние 40 кабелтови произвежда три изстрела и на пълен ход се насочва към Порт Артур с издигнати на мачтите сигнали за забелязаните японски кораби. По време на последващия след това бой „Боярин“ е отстрани, и не получава попадения.
В 17,30 часа „Боярин“ получава заповед да съпроводи минния транспорт „Енисей“ до мястото за поставяне от последния на минни заграждения (залива Талиенван). Крайцерът, след изпълняване на указаното, се връща в Порт Артур към 22 часа. На 29 януари „Енисей“ се натъква на собствена мина, но от руските позиции чуват безпорядъчната стрелба и предават, че минния транспорт е атакуван и възможно, е потопен от японски миноносци. На помощ на „Енисей“ е изпратен „Боярин“ и 4 миноносеца, като командирите им са предупредени за възможни минни заграждения в района на залива Талиенван. В 16 часа крайцера се оказва на линията на поставените преди време минни заграждения и в 16,08 часа се натъква на мина. Взривът убива десет матроса и крайцера веднага потъва до илюминаторите. Поставянето на пластир само увеличава крена. Екипажа започва да напуска кораба, прехвърляйки се на миноносците. Капитан В. Ф. Саричев последен напуска съда, който изглежда като загиващ. Впоследствие той казва:
Моите заповеди се изпъляваха безукоризнено и спокойствието на екипажа бе за пример; болшинството от тях си взеха винтовките.
На следващия ден в залива Талиенван са изпратени миноносците „Виносливи“ и „Грозовой“, задача на които е издирване и спасяването на „Боярин“. Те откриват крайцера с нос забит в брега и започват проучване на мястото на аварията. Състоянието на кораба „не оставя съмнения във възможността за неговото спасяване“. Решено е продължаване на спасителната операция на следващия ден, 31 януари. След това миноносците се насочват към Далний за организация на спасителните работи.
През нощта от буря „Боярин“ е отнесен от плитчината и се натъква на още няколко мини. Пристигналите миноносци не го откриват на предишното му място и донасят на командващия Тихоокеанската ескадра за гибелта на кораба. След няколко дни крайцерът е открит лежащ на дъното на четиридесет метра от брега. Никакви други опити за спасяването му, поради последващата блокада на крепостта, не са предприемани.
Капитан В. Ф. Саричев е признат за виновен в преждевременно оставяне на повредения крайцер. Последващата му служба в обсадената крепост минава на брега (командва морските батареи за отбрана на входа във вътрешния рейд на Порт Артур).

## Галерия
- Бронепалубният райцер „Боярин“ под датски флаг по време на ходовите изпитания, 1902 г.
- Крайцерът „Боярин“
- Крайцерът „Боярин“ в Тулон